# Carlos Hugo de Borbón-Parma
Carlos Hugo de Borbón-Parma y Borbón-Busset (París, 8 de abril de 1930-Barcelona, 18 de agosto de 2010), hijo de Javier de Borbón-Parma y de María Magdalena de Borbón-Busset, desde 1977 fue duque de Parma, Guastalla y Plasencia (Carlos IV de Parma). También fue desde 1975 pretendiente carlista al trono español, con el nombre de Carlos Hugo I.

## Biografía

### Polémica sobre el nombre
Según afirmó Victoria Kent en 1964, fue bautizado con los nombres de Hugo María Sixto Roberto Luis Juan Jorge Benedicto Miguel. Sin embargo, desde finales de los 50 sería conocido en España como Carlos Hugo. Según Kent, no fue hasta el 20 de septiembre de 1962 que pidió en el registro francés una rectificación de su primer nombre, que deseaba que fuese Charles. En 1964 la Hoja del Lunes publicaba la copia de su partida de bautismo, desmintiendo esa información. De acuerdo con Manuel de Santa Cruz, se modificó el acta del sacramento y después se cambió en el registro civil, a fin de incluir el nombre de Carlos que habían tenido varios pretenidentes carlistas. Durante los años 1960 hubo cierta campaña desde el diario ABC y otros medios cercanos a Juan de Borbón en la que le negaban tanto su condición de príncipe de la Casa Real española como el nombre de Carlos, refiriéndose a él de manera irónica como el príncipe francés Hugues de Bourbon-Parme.[cita requerida]

### Primeros años de vida
Era el segundo hijo, de un total de seis, de Javier de Borbón-Parma y de Marie Madeleine de Bourbon-Busset. Era descendiente directo por línea agnada de Felipe I de Parma, hijo de Felipe V de España y fundador de la Casa Real y Ducal de Borbón-Parma.
La infancia de Carlos Hugo en Francia coincide con los últimos y turbulentos años de la Tercera República Francesa y con la ocupación alemana durante la Segunda Guerra Mundial, contra la cual lucharía su padre en la Resistencia antifascista hasta su apresamiento por los nazis y posterior internamiento en el campo de concentración de Dachau.
Al finalizar la II Guerra Mundial, Carlos Hugo cursó en Canadá estudios, que completó tras su regreso al continente europeo, donde se doctoró por la universidad de la Sorbona (Francia) y en Ciencias Económicas por Oxford (Reino Unido), siendo el primer príncipe español en adquirir una formación completamente universitaria en la que predominarían los conocimientos filosóficos y humanistas sobre los puramente militares lo que posteriormente le sirve para iniciarse en el mundo laboral trabajando en el Deutsche Bank, lo que le permitió conocer de primera mano la política económica que llevaría al llamado “Milagro Alemán”.
Su padre lo envió a España en 1956 para presentarlo a los españoles como su heredero y el «príncipe del 18 de Julio». Realizó numerosos viajes por la geografía española, generalmente tolerados por el régimen franquista.
En 1962 fue recibido en audiencia por Francisco Franco en el palacio de El Pardo. El pretendiente iba acompañado de Álvaro d'Ors, Cristóbal Ignacio Pérez del Pulgar y Ramón Massó. La entrevista duró tres cuartos de hora. El general Franco le habló de la necesidad de conseguir la unidad de todos los monárquicos, a lo que Carlos Hugo contestó que sí pero que esa unidad debía ser de los «monárquicos del 18 de julio». Según Francisco Elías de Tejada, el general Franco manifestó después que durante la entrevista Carlos Hugo había adoptado una actitud de «adulación servil».
El verano de ese mismo año Carlos Hugo trabajó en la mina asturiana de El Sotón bajo el seudónimo de Javier Ipiña (ficha 310 del pozo), lo que sería difundido por la prensa; desde entonces, sería presentado en muchas ocasiones por la propaganda carlista como el príncipe minero.
La actividad política de Carlos Hugo y su pretensión de ser nombrado sucesor de Franco a título de rey en lugar de Juan Carlos fue fuente de múltiples tensiones con el régimen franquista. El 25 de noviembre de 1964 Franco daría personalmente instrucciones explícitas a sus ministros para obstaculizar los viajes de Carlos Hugo por España, ya que según declaró el mismo dictador entonces: «No puedo dejarle a España una guerra de sucesión. Todavía no puedo tomar las últimas decisiones, pero sí debo aclarar las que están concluidas. Este señor no va a ninguna parte...».
El 30 de abril de 1965 fue recibido, en compañía de su padre Javier de Borbón-Parma, en la Ciudad del Vaticano por el papa Pablo VI.
Durante estos años, la secretaría de Carlos Hugo conectó con los sectores progresistas del carlismo, agrupados mayoritariamente en torno a la Agrupación de Estudiantes Tradicionalistas (AET) y el Movimiento Obrero Tradicionalista (MOT).[cita requerida] De acuerdo con Ricardo de la Cierva, los secretarios de Carlos Hugo crearían el mito de Carlos Hugo como príncipe socialista. Por entonces se estaba desarrollando la renovación ideológica de un sector del movimiento, que influenciado por el Concilio Vaticano II, y en especial por la declaración conciliar Dignitatis humanae sobre libertad religiosa, iría evolucionando hacia posiciones de nueva izquierda. Ese proceso parecería consolidarse a partir del Congreso Carlista de 1966[cita requerida] pero en 1967 su propia secretaría afirmaría desvincularse del carlismo cuando, según La Cierva, Carlos Hugo «volvió al integrismo». Tras ser reivindicado de nuevo el tradicionalismo ortodoxo en los actos de Montejurra de 1967, un comunicado el 10 de mayo de ese año publicado en la prensa por los que habían sido secretarios de Carlos Hugo manifestaba:

Las personas que crearon y lanzaron en España la figura del príncipe Carlos Hugo de Borbón Parma discrepan de la orientación ideológica y política marcada al carlismo, puesta de manifiesto en el acto de Montejurra (30 de abril de 1967) por don Javier de Borbón Parma y el jefe nacional, profesor Valiente.

Esta orientación lleva consigo la no aceptación de la libertad religiosa, una estrecha identificación con los elementos antidemocráticos, incomprensión de los problemas de la Universidad española y censuras al pensamiento posconciliar.

Por todo ello, el ala joven del carlismo, habiendo cesado hace meses en sus cargos oficiales, ha acordado hacer pública su decisión de abandonar definitivamente el partido, y toda vinculación con la llamada causa monárquica.

El manifiesto iba firmado por Ramón Massó, último jefe de la secretaría técnica de Carlos Hugo; Víctor Perea, último delegado nacional de los estudiantes carlistas; José Antonio Parrilla, exsecretario particular de Carlos Hugo y exjefe de prensa de la Comunión Tradicionalista; Fernando Truyols, último secretario nacional de los estudiantes carlistas; Pedro Olazábal, exmiembro de la secretaría técnica y exdelegado de asuntos económicos; y Luis Olazábal, exmiembro de la secretaría técnica y exvicepresidente de los estudiantes carlistas de Madrid.
En aquel nuevo giro en su política, Carlos Hugo llegó a declarar con motivo de la celebración del 18 de julio de 1967:

Ante el 18 de Julio no caben complicidades tácticas. Quienes buscan soluciones que no broten de él, aparte de cometer una traición o capitular, demuestran que son incapaces de percibir la hondura histórica de este hecho…

El 20 de diciembre de 1968, pocos meses antes del nombramiento de Juan Carlos como príncipe de España, el Gobierno franquista decidió la expulsión colectiva de toda la Familia Borbón-Parma de manera definitiva, acusándoles de ser unos extranjeros que estaban interfiriendo en la política española. La excusa fue la celebración el 15 de diciembre de un acto político en el monasterio de Valvanera. Aquel acto fue presidido de manera conjunta por Javier de Borbón-Parma y su hijo Carlos Hugo, contando con la presencia y adhesión de más de dos centenares de antiguos oficiales de los Tercios de Requetés. En este acto se reconoció a La Rioja como región singular del País Vasco-Navarro en la estructura organizativa territorial del carlismo, se criticó duramente al régimen, y se denunció el paso atrás, respecto a las promesas aperturistas, que significaba el Estatuto Orgánico del Movimiento. La razón que dio el Gobierno al ser interpelado en las Cortes por los cuatro procuradores carlistas por el tercio familiar, elegidos por Navarra y Guipúzcoa, fue que en aquel acto los Borbón-Parma «incurrieron en manifestaciones contrarias al orden público que rozaban facultades potestativas del Poder estatal».[cita requerida]
La expulsión de Carlos Hugo de España por parte del régimen franquista y la elección al año siguiente de su rival Juan Carlos de Borbón como futuro rey supuso el abandono brusco de la estrategia que consistía en bascular entre la oposición y la colaboración con el régimen franquista, y se dieron pasos agigantados en el que los partidarios de Carlos Hugo designaron como la "clarificación ideológica" del carlismo, que desembocó en la formulación de un carlismo socialista autogestionario.

### Dirección del Partido Carlista
Tras su expulsión de España y la designación de Juan Carlos de Borbón como sucesor de Franco en 1969, Carlos Hugo, junto con sus hermanas y su equipo político en aquellos momentos, iniciaron un proceso en el que pretendían cambiar la doctrina tradicionalista del carlismo por el socialismo autogestionario, inspirados en el modelo implantado en Yugoslavia por el presidente Tito. Dicho cambio produjo una profunda división y enfrentamiento entre los carlistas que acabaría colisionando en 1976 en los llamados sucesos de Montejurra.
Por aquel entonces hubo también rumores de «pactos de familia» en Portugal entre Carlos Hugo y Juan de Borbón, según habría afirmado con preocupación Manuel Fal Conde.
En los tres Congresos del Pueblo Carlista celebrados entre 1970 y 1972, el sector dirigente de la Comunión Tradicionalista refundó la organización como Partido Carlista, denominación que consideraban que era la original del movimiento, rechazando la de «Comunión Tradicionalista», uno de los nombres que había tenido el carlismo desde su establecimiento como partido político en 1869. Sin embargo, el proceso no tuvo una aceptación unánime, y la mayoría de los carlistas se desvincularon de este nuevo partido.
En febrero de 1972, tras sufrir un grave accidente de tráfico, Javier de Borbón-Parma concede plenos poderes a su hijo, Carlos Hugo, para dirigir el Partido Carlista formado a raíz de los llamados «Congresos del pueblo carlista».
Poco después de la formación de la Junta Democrática de España, Santiago Carrillo, secretario general del Partido Comunista de España, estableció cierta relación en París con la familia Borbón-Parma, y en sus Memorias se referiría a la nueva versión del carlismo encarnada en Carlos Hugo como próxima a las convicciones comunistas y a Carlos Hugo como líder de un partido de futuro incierto.
El 8 de abril de 1975, al abdicar su padre a los derechos a la Corona española, Carlos Hugo se convirtió en el pretendiente carlista al trono, además de ocupar la presidencia del Partido Carlista. La abdicación de Javier de Borbón, en quien todavía confiaban los sectores tradicionalistas del carlismo javierista para restaurar la "pureza doctrinal", provocó la separación definitiva de estos. Sixto se negó a guardar lealtad a su hermano Carlos Hugo e inició una serie de contactos con los tradicionalistas españoles opuestos a la línea carlohuguista, a quienes estaba dispuesto a liderar como abanderado de la Comunión Tradicionalista, escribiendo a su hermano que se negaba a reconocerle como "rey de los carlistas".
El 3 de octubre de 1976, Carlos Hugo manifestaría desde Portugal, en relación con el papel de la reivindicación monárquica en la agenda política del Partido Carlista en esos momentos, que:

«No hay problema dinástico. Solamente lo habría si dos dinastías compitieran por el mismo trono. Mis metas, las de mi familia no son las de ocupar la jefatura de un Estado, a nuestro juicio autoritario, no democrático e históricamente superado. Nuestras metas son realizar una sociedad nueva, socialista y pluralista. En cuanto a la Monarquía lo plantearemos o no lo plantearemos, según veamos que en ese momento es útil o no al progreso histórico de la sociedad que creemos deseable para España. El problema de la Monarquía no lo planteamos como una condición "a priori", sino como un posible complemento o superestructura de un planteamiento histórico revolucionario, que es la realización de una sociedad socialista y de autogestión. Ni yo ni mi familia renunciamos, por ello, a ninguno de los derechos que nos corresponden».

En marzo de 1976 intentó entrar en España pero las autoridades no lo autorizaron y no pudo salir del Aeropuerto de Madrid-Barajas. Regresó de forma clandestina a territorio español para presidir los actos de Montejurra, en Navarra, tradicional festividad del carlismo. Este día acabó con la muerte de dos partidarios de Carlos Hugo cuando algunos grupos de carlistas tradicionalistas trataban de «reconquistar Montejurra» acompañados de ultraderechistas españoles, italianos, alemanes y argentinos. 

### Ruptura familiar
El 4 de marzo de 1977 su hermano Sixto Enrique apareció junto a su padre en una entrevista concedida a Alfredo Amestoy en La Actualidad Española, en la que Francisco Javier, el padre de ambos, reafirmaba el pensamiento carlista tradicional, condenando expresamente «el marxismo y el separatismo» en un manifiesto. Tras publicarse esta entrevista, Carlos Hugo denunció que Sixto había secuestrado a su padre, lo cual fue desmentido oficialmente por la secretaría personal de Francisco Javier, que calificó la denuncia como «una baja maniobra política» debido a que el jefe de la Casa Carlista se había negado a apoyar «ciertas iniciativas cuyo contenido marxista o socialista es contrario a los ideales del carlismo». Según su secretaría personal, esta denuncia provocó que Francisco Javier tuviera que ser hospitalizado, muy afectado por el escándalo generado.
Carlos Hugo reaccionó entonces haciendo firmar a su padre un manifiesto en sentido contrario ante un notario parisino, lo que terminaría de dividir a la familia. La madre, María Magdalena de Borbón-Busset, publicó entonces una nota de prensa asegurando que Sixto no había secuestrado a su marido y que, en cambio, sus hijos Cecilia y Carlos Hugo lo habían sacado del hospital donde se encontraba ingresado, en contra de las indicaciones de los médicos, para llevarlo ante un notario desconocido y obligarle a hacer una declaración a favor de Carlos Hugo y «contraria al auténtico Tradicionalismo».
Francisco Javier de Borbón-Parma falleció poco después de estos sucesos, lo que llevó a su esposa Magdalena a repudiar y desheredar a sus hijos Carlos Hugo, María Teresa, Cecilia y Nieves, llegando incluso a disponer que a su muerte, acaecida en 1984, no pudiesen asistir al velatorio de su cadáver en el castillo de Lignières.

### Fracaso electoral y renuncia a su disputa dinástica
Carlos Hugo pudo regresar definitivamente a España en octubre de 1977. En declaraciones a Diario 16 manifestó entonces que no planteaba problema monárquico ni dinástico alguno a su «primo lejano» (en alusión a Juan Carlos) y que volvía para luchar por consolidar la democracia. El 7 de marzo de 1978, Juan Carlos I lo recibió por primera vez en audiencia en el Palacio de la Zarzuela y en 1979 se le otorgó la nacionalidad española. En las elecciones generales de marzo de 1979 encabezó la candidatura del Partido Carlista en Navarra, obteniendo el 7,7% de los votos (unos 19.522 votos) en la región, pero sin conseguir representación parlamentaria. Tras el fracaso electoral, el 24 de noviembre de 1979 renunció a la presidencia del partido, y el 28 de abril de 1980 terminó su militancia, desvinculándose de la actividad política.
En opinión del exdirigente del Partido Carlista Carlos Carnicero, uno de los principales méritos de Carlos Hugo fue haber desarticulado el carlismo tradicionalista durante la Transición. Según Carnicero, su acción «impidió que se consolidara en España una ultraderecha tradicionalista que hubiera sido un factor añadido de desestabilización de nuestra joven democracia».

### Últimos años
El 1 de noviembre de 1980 marchó a Estados Unidos, donde ejerció como profesor e investigador en la Universidad de Harvard, en Boston. En 1999 se trasladó a vivir a Bruselas.
La única formación política a la que Carlos Hugo de Borbón-Parma siempre reconoció como carlista y legítima continuadora del carlismo histórico fue al Partido Carlista. Las actuales organizaciones Comunión Tradicionalista (CT) y Comunión Tradicionalista Carlista (CTC), que también se declararan herederas del movimiento carlista, nunca reconocieron a Carlos Hugo de Borbón-Parma como rey legítimo de España. En los últimos años de su vida, Carlos Hugo participó en actos de carácter cultural relacionados con el Ducado de Parma o con el legitimismo carlista, por su condición de jefe de la Casa de Borbón-Parma, así como de «titular de la dinastía carlista».
El 2 de septiembre de 1996 presidió un acto desarrollado en la Basílica de Santa María de la Stecatta, de Parma, lugar donde se encuentran enterrados los antiguos Duques reinantes de Parma. En aquel evento restauró las históricas Órdenes dinásticas de su Casa, y transfirió diversos títulos vinculados al Ducado a sus cuatro hijos: Príncipe de Piacenza, a Carlos Javier; Condesa de Colorno, a Margarita; Conde de Bardi, a Jaime; y Marquesa de Sala, a Carolina.
En 1999 reactivó la antigua Orden de la Legitimidad Proscrita, realizándose tres actos públicos de reunión con antiguos militantes carlistas el 30 de mayo en Villarreal (Comunidad Valenciana), el 5 de junio en Roa (Burgos), y al día siguiente en el Castillo de Javier (Navarra). Igualmente la dotó de unos estatutos, que nunca había tenido hasta entonces, y modificó su denominación pasando a ser Real Orden de la Legitimidad Proscripta (ROLP).
En 28 de septiembre de 2003 en un acto celebrado en el restaurante Euskalduna de Arbonne (Francia), Carlos Hugo pasó el testigo político de la legitimidad carlista a sus hijos. Con este motivo confirió los tradicionales títulos de señalamiento de duque de Madrid y duque de San Jaime a Carlos Javier y Jaime, mientras que otorgaba el de duquesa de Guernica a  Carolina, y se reservaba el de conde de Montemolín. En este acto, además de imponer tres nuevas medallas de la Legitimidad Proscripta, Carlos Hugo también criticó el modelo territorial del Estado español, ya que «las autonomías se han construido a partir del Estado y no el Estado a partir de las autonomías (...) Llámese como se le quiera llamar, hay que construir una comunidad de comunidades como se ha hecho en los países que ya tienen un sistema federal».[cita requerida]
En 2004 publicó el libro Algunas reflexiones sobre el socialismo del siglo XXI con la Biblioteca Popular Carlista (perteneciente al entorno del Partido Carlista).
En marzo de 2010 acudió a la inauguración del Museo de Historia del Carlismo en Estella (Navarra), mostrando su descontento por el carácter parcial y folclórico de ese museo, haciendo constar que: «En el Museo echo en falta la visión del aspecto ideológico del carlismo, en cuanto a movimiento de sucesión y a movimiento político».

### Fallecimiento
Murió a los 80 años en Barcelona rodeado de su familia el 18 de agosto de 2010 a causa de un cáncer de próstata. Está enterrado en la cripta del Santuario de Santa María de la Steccata, en Parma; que es la sede de la Sagrada Orden Militar Constantiniana de San Jorge.

## Matrimonio y descendencia
El 8 de febrero de 1964 se anunció su compromiso matrimonial con la princesa Irene de los Países Bajos (n. en 1939). Con motivo de esta noticia su padre Javier le transmitió el título de Duque de Madrid, utilizado por los reyes carlistas desde Carlos VII. El 29 de abril de 1964 la boda fue celebrada en la capilla Borghese de la basílica de Santa María la Mayor de Roma. Según afirma un libro publicado ese mismo año en México, Franco exigió que la boda se celebrase en ese lugar por su condición de canónigo vitalicio de la basílica. Al convertirse al catolicismo para casarse con Carlos Hugo en medio de una gran polémica en la sociedad neerlandesa, la princesa Irene fue privada todos sus derechos a la corona de Holanda.
El príncipe Carlos Hugo María Sixto Roberto Luis Juan Jorge Benedicto Miguel de Borbón-Parma y Bourbon-Busset y la princesa Irene Emma Elisabeth de Lippe-Biesterfeld y Orange-Nassau de los Países Bajos tuvieron cuatro hijos:
- Carlos Javier Bernardo Sixto María de Borbón-Parma y Orange-Nassau, duque de Parma (n. 1970). En 2010 casó con Annemarie Cecilia Gualthérie van Weezel y de Visser (n. 1977). La pareja tiene tres hijos:
  - Carlos Hugo Roderik Sybren de Borbón-Parma y Klynstra (n. 1997, fruto de su relación con Brigitte Klynstra).
  - Luisa Irene Constanza Ana María de Borbón-Parma y Gualthérie van Weezel (n. 2012).
  - Cecilia María Juana Beatriz de Borbón-Parma y Gualthérie van Weezel (n. 2013).
  - Carlos Enrique Leonardo de Borbón-Parma y Gualthérie van Weezel (n. 2016).
- Princesa Margarita María Beatriz de Borbón-Parma y Orange-Nassau, condesa de Colorno (n. 1972). En 2001 contrajo matrimonio con Edwin Karel Willem de Roy van Zuydewijn y van Gulden (n. 1966), el matrimonio terminó en divorcio en 2006 sin hijos. En 2008 casó con Tjalling Siebe ten Cate y den Aantrekker (n. 1975) (separados en 2023). La pareja tiene dos hijas.
  - Julia Carolina Catharina ten Cate y Borbón-Parma (n. 2008).
  - Paola Cecilia Laurentien ten Cate y Borbón-Parma (n. 2011).

- Jaime Bernardo de Borbón-Parma y Orange-Nassau, conde de Bardi (n. 1972). En 2013 casó con Viktória Cservenyák y Bartos (n. 1982). La pareja tiene dos hijas.
  - Zita Clara de Borbón-Parma y Cservenyák (n. 2014).
  - Gloria Irene de Borbón-Parma y Cservenyák (n. 2016).
- María Carolina Cristina de Borbón-Parma y Orange-Nassau, marquesa de Sala (n. 1974). En 2012 casó con Albert Alphons Ludgerus Brenninkmeijer y Duwaer (n. 1974). La pareja tiene dos hijos:
  - Alaïa-Maria Irene Cécile Brenninkmeijer y Borbón-Parma (n. 2014).
  - Xavier Alberto Alfonso Brenninkmeijer y Borbón-Parma (n. 2015).

El matrimonio terminó en divorcio el 26 de mayo de 1981, resuelto por el Tribunal Provincial de Utrecht.

## Títulos y tratamientos
| ● 8 de abril de 1930-28 de junio de 1963:  | Su alteza real el príncipe Hugo de Borbón-Parma        |
| ● 28 de junio de 1963-8 de abril de 1975:  | Su alteza real el príncipe Carlos Hugo de Borbón-Parma |
| ● 8 de abril de 1975-18 de agosto de 2010: | Su alteza real el duque de Parma y Plasencia           |

## Ancestros
| \| \| \| \| \| \| \| \| \| \| \| \| \| \| \| \| \| \| \| \| 16. Carlos II, duque de Parma \| \| \| \| \| \| \| \| \| \| \| \| \| \| \| \| \| \| \| \| \| \| \| \| \| \| \| \| \| \| \| \| \| \| \| \| \| \| \| \| \| \| \| \| \| \| \| \| \| \| \| \| \| \| 8. Carlos III, duque de Parma \| \| \| \| \| \| \| \| \| \| \| \| \| \| \| \| \| \| \| \| \| \| \| \| \| \| \| \| \| \| \| \| \| \| \| \| \| \| \| \| \| \| \| \| \| \| \| \| \| \| \| \| \| \| 17. Princesa María Teresa de Cerdeña \| \| \| \| \| \| \| \| \| \| \| \| \| \| \| \| \| \| \| \| \| \| \| \| \| \| \| \| \| \| \| \| \| \| \| \| \| \| \| \| \| \| \| \| \| \| \| \| \| \| \| \| \| \| 4. Roberto I, duque de Parma \| \| \| \| \| \| \| \| \| \| \| \| \| \| \| \| \| \| \| \| \| \| \| \| \| \| \| \| \| \| \| \| \| \| \| \| \| \| \| \| \| \| \| \| \| \| \| \| \| \| \| \| \| \| 18. Príncipe Carlos Fernando de Francia, duque de Berry \| \| \| \| \| \| \| \| \| \| \| \| \| \| \| \| \| \| \| \| \| \| \| \| \| \| \| \| \| \| \| \| \| \| \| \| \| \| \| \| \| \| \| \| \| \| \| \| \| \| \| \| \| \| 9. Princesa Luisa María de Francia \| \| \| \| \| \| \| \| \| \| \| \| \| \| \| \| \| \| \| \| \| \| \| \| \| \| \| \| \| \| \| \| \| \| \| \| \| \| \| \| \| \| \| \| \| \| \| \| \| \| \| \| \| \| 19. Princesa María Carolina de las Dos Sicilias \| \| \| \| \| \| \| \| \| \| \| \| \| \| \| \| \| \| \| \| \| \| \| \| \| \| \| \| \| \| \| \| \| \| \| \| \| \| \| \| \| \| \| \| \| \| \| \| \| \| \| \| \| \| 2. Javier, duque de Parma \| \| \| \| \| \| \| \| \| \| \| \| \| \| \| \| \| \| \| \| \| \| \| \| \| \| \| \| \| \| \| \| \| \| \| \| \| \| \| \| \| \| \| \| \| \| \| \| \| \| \| \| \| \| 20. Juan VI, rey de Portugal \| \| \| \| \| \| \| \| \| \| \| \| \| \| \| \| \| \| \| \| \| \| \| \| \| \| \| \| \| \| \| \| \| \| \| \| \| \| \| \| \| \| \| \| \| \| \| \| \| \| \| \| \| \| 10. Miguel I, rey de Portugal \| \| \| \| \| \| \| \| \| \| \| \| \| \| \| \| \| \| \| \| \| \| \| \| \| \| \| \| \| \| \| \| \| \| \| \| \| \| \| \| \| \| \| \| \| \| \| \| \| \| \| \| \| \| 21. Infanta Carlota Joaquina de España \| \| \| \| \| \| \| \| \| \| \| \| \| \| \| \| \| \| \| \| \| \| \| \| \| \| \| \| \| \| \| \| \| \| \| \| \| \| \| \| \| \| \| \| \| \| \| \| \| \| \| \| \| \| 5. Infanta María Antonia de Portugal \| \| \| \| \| \| \| \| \| \| \| \| \| \| \| \| \| \| \| \| \| \| \| \| \| \| \| \| \| \| \| \| \| \| \| \| \| \| \| \| \| \| \| \| \| \| \| \| \| \| \| \| \| \| 22. Constantino, Príncipe Heredero de Löwenstein-Wertheim-Rosenberg \| \| \| \| \| \| \| \| \| \| \| \| \| \| \| \| \| \| \| \| \| \| \| \| \| \| \| \| \| \| \| \| \| \| \| \| \| \| \| \| \| \| \| \| \| \| \| \| \| \| \| \| \| \| 11. Princesa Adelaida de Löwenstein-Wertheim-Rosenberg \| \| \| \| \| \| \| \| \| \| \| \| \| \| \| \| \| \| \| \| \| \| \| \| \| \| \| \| \| \| \| \| \| \| \| \| \| \| \| \| \| \| \| \| \| \| \| \| \| \| \| \| \| \| 23. Princesa María Inés de Hohenlohe-Langenburg \| \| \| \| \| \| \| \| \| \| \| \| \| \| \| \| \| \| \| \| \| \| \| \| \| \| \| \| \| \| \| \| \| \| \| \| \| \| \| \| \| \| \| \| \| \| \| \| \| \| \| \| \| \| 1. Carlos Hugo, de Parma \| \| \| \| \| \| \| \| \| \| \| \| \| \| \| \| \| \| \| \| \| \| \| \| \| \| \| \| \| \| \| \| \| \| \| \| \| \| \| \| \| \| \| \| \| \| \| \| \| \| \| \| \| \| 24. Eugène de Borbón-Busset, conde de Lignières \| \| \| \| \| \| \| \| \| \| \| \| \| \| \| \| \| \| \| \| \| \| \| \| \| \| \| \| \| \| \| \| \| \| \| \| \| \| \| \| \| \| \| \| \| \| \| \| \| \| \| \| \| \| 12. Henri de Borbón-Busset, conde de Lignières \| \| \| \| \| \| \| \| \| \| \| \| \| \| \| \| \| \| \| \| \| \| \| \| \| \| \| \| \| \| \| \| \| \| \| \| \| \| \| \| \| \| \| \| \| \| \| \| \| \| \| \| \| \| 25. Idalie Albertine de Calonne de Courtebonne \| \| \| \| \| \| \| \| \| \| \| \| \| \| \| \| \| \| \| \| \| \| \| \| \| \| \| \| \| \| \| \| \| \| \| \| \| \| \| \| \| \| \| \| \| \| \| \| \| \| \| \| \| \| 6. Georges de Borbón-Busset, conde de Lignières \| \| \| \| \| \| \| \| \| \| \| \| \| \| \| \| \| \| \| \| \| \| \| \| \| \| \| \| \| \| \| \| \| \| \| \| \| \| \| \| \| \| \| \| \| \| \| \| \| \| \| \| \| \| 26. Adrien de Mailly, Marqués de Nesle \| \| \| \| \| \| \| \| \| \| \| \| \| \| \| \| \| \| \| \| \| \| \| \| \| \| \| \| \| \| \| \| \| \| \| \| \| \| \| \| \| \| \| \| \| \| \| \| \| \| \| \| \| \| 13. Adrienne Stanislas de Mailly-Nesle \| \| \| \| \| \| \| \| \| \| \| \| \| \| \| \| \| \| \| \| \| \| \| \| \| \| \| \| \| \| \| \| \| \| \| \| \| \| \| \| \| \| \| \| \| \| \| \| \| \| \| \| \| \| 27. Eugénie Henriette de Lonlay \| \| \| \| \| \| \| \| \| \| \| \| \| \| \| \| \| \| \| \| \| \| \| \| \| \| \| \| \| \| \| \| \| \| \| \| \| \| \| \| \| \| \| \| \| \| \| \| \| \| \| \| \| \| 3. María Magdalena de Borbón-Busset \| \| \| \| \| \| \| \| \| \| \| \| \| \| \| \| \| \| \| \| \| \| \| \| \| \| \| \| \| \| \| \| \| \| \| \| \| \| \| \| \| \| \| \| \| \| \| \| \| \| \| \| \| \| 28. Charles Fidèle de Kerret \| \| \| \| \| \| \| \| \| \| \| \| \| \| \| \| \| \| \| \| \| \| \| \| \| \| \| \| \| \| \| \| \| \| \| \| \| \| \| \| \| \| \| \| \| \| \| \| \| \| \| \| \| \| 14. Jean de Kerret, vizconde de Quillien \| \| \| \| \| \| \| \| \| \| \| \| \| \| \| \| \| \| \| \| \| \| \| \| \| \| \| \| \| \| \| \| \| \| \| \| \| \| \| \| \| \| \| \| \| \| \| \| \| \| \| \| \| \| 29. Marie Marguerite Lefebvre de La Faluère \| \| \| \| \| \| \| \| \| \| \| \| \| \| \| \| \| \| \| \| \| \| \| \| \| \| \| \| \| \| \| \| \| \| \| \| \| \| \| \| \| \| \| \| \| \| \| \| \| \| \| \| \| \| 7. Marie Jeanne de Kerret de Quillien \| \| \| \| \| \| \| \| \| \| \| \| \| \| \| \| \| \| \| \| \| \| \| \| \| \| \| \| \| \| \| \| \| \| \| \| \| \| \| \| \| \| \| \| \| \| \| \| \| \| \| \| \| \| 30. Claude Joseph Gautier \| \| \| \| \| \| \| \| \| \| \| \| \| \| \| \| \| \| \| \| \| \| \| \| \| \| \| \| \| \| \| \| \| \| \| \| \| \| \| \| \| \| \| \| \| \| \| \| \| \| \| \| \| \| 15. Marie-Léonie Gautier \| \| \| \| \| \| \| \| \| \| \| \| \| \| \| \| \| \| \| \| \| \| \| \| \| \| \| \| \| \| \| \| \| \| \| \| \| \| \| \| \| \| \| \| \| \| \| \| \| \| \| \| \| \| 31. Claudine Benoîte Vespre \| \| \| \| \| \| \| \| \| \| \| \| \| \| \| \| \| \| \| \| \| \| \| \| \| \| \| \| \| \| \| \| \| \| \| \| \| \| \| \| \| \| \| \| \| \| \| \| \| \| \| \| |                                                                     |  |  |  |  |  |  |  |  |  |  |  |  |  |  |  |
| |                                                                     |  |  |  |  |  |  |  |  |  |  |  |  |  |  |  |
| | 16. Carlos II, duque de Parma                                       |  |  |  |  |  |  |  |  |  |  |  |  |  |  |  |
| |                                                                     |  |  |  |  |  |  |  |  |  |  |  |  |  |  |  |
| |                                                                     |  |  |  |  |  |  |  |  |  |  |  |  |  |  |  |
| | 8. Carlos III, duque de Parma                                       |  |  |  |  |  |  |  |  |  |  |  |  |  |  |  |
| |                                                                     |  |  |  |  |  |  |  |  |  |  |  |  |  |  |  |
| |                                                                     |  |  |  |  |  |  |  |  |  |  |  |  |  |  |  |
| | 17. Princesa María Teresa de Cerdeña                                |  |  |  |  |  |  |  |  |  |  |  |  |  |  |  |
| |                                                                     |  |  |  |  |  |  |  |  |  |  |  |  |  |  |  |
| |                                                                     |  |  |  |  |  |  |  |  |  |  |  |  |  |  |  |
| | 4. Roberto I, duque de Parma                                        |  |  |  |  |  |  |  |  |  |  |  |  |  |  |  |
| |                                                                     |  |  |  |  |  |  |  |  |  |  |  |  |  |  |  |
| |                                                                     |  |  |  |  |  |  |  |  |  |  |  |  |  |  |  |
| | 18. Príncipe Carlos Fernando de Francia, duque de Berry             |  |  |  |  |  |  |  |  |  |  |  |  |  |  |  |
| |                                                                     |  |  |  |  |  |  |  |  |  |  |  |  |  |  |  |
| |                                                                     |  |  |  |  |  |  |  |  |  |  |  |  |  |  |  |
| | 9. Princesa Luisa María de Francia                                  |  |  |  |  |  |  |  |  |  |  |  |  |  |  |  |
| |                                                                     |  |  |  |  |  |  |  |  |  |  |  |  |  |  |  |
| |                                                                     |  |  |  |  |  |  |  |  |  |  |  |  |  |  |  |
| | 19. Princesa María Carolina de las Dos Sicilias                     |  |  |  |  |  |  |  |  |  |  |  |  |  |  |  |
| |                                                                     |  |  |  |  |  |  |  |  |  |  |  |  |  |  |  |
| |                                                                     |  |  |  |  |  |  |  |  |  |  |  |  |  |  |  |
| | 2. Javier, duque de Parma                                           |  |  |  |  |  |  |  |  |  |  |  |  |  |  |  |
| |                                                                     |  |  |  |  |  |  |  |  |  |  |  |  |  |  |  |
| |                                                                     |  |  |  |  |  |  |  |  |  |  |  |  |  |  |  |
| | 20. Juan VI, rey de Portugal                                        |  |  |  |  |  |  |  |  |  |  |  |  |  |  |  |
| |                                                                     |  |  |  |  |  |  |  |  |  |  |  |  |  |  |  |
| |                                                                     |  |  |  |  |  |  |  |  |  |  |  |  |  |  |  |
| | 10. Miguel I, rey de Portugal                                       |  |  |  |  |  |  |  |  |  |  |  |  |  |  |  |
| |                                                                     |  |  |  |  |  |  |  |  |  |  |  |  |  |  |  |
| |                                                                     |  |  |  |  |  |  |  |  |  |  |  |  |  |  |  |
| | 21. Infanta Carlota Joaquina de España                              |  |  |  |  |  |  |  |  |  |  |  |  |  |  |  |
| |                                                                     |  |  |  |  |  |  |  |  |  |  |  |  |  |  |  |
| |                                                                     |  |  |  |  |  |  |  |  |  |  |  |  |  |  |  |
| | 5. Infanta María Antonia de Portugal                                |  |  |  |  |  |  |  |  |  |  |  |  |  |  |  |
| |                                                                     |  |  |  |  |  |  |  |  |  |  |  |  |  |  |  |
| |                                                                     |  |  |  |  |  |  |  |  |  |  |  |  |  |  |  |
| | 22. Constantino, Príncipe Heredero de Löwenstein-Wertheim-Rosenberg |  |  |  |  |  |  |  |  |  |  |  |  |  |  |  |
| |                                                                     |  |  |  |  |  |  |  |  |  |  |  |  |  |  |  |
| |                                                                     |  |  |  |  |  |  |  |  |  |  |  |  |  |  |  |
| | 11. Princesa Adelaida de Löwenstein-Wertheim-Rosenberg              |  |  |  |  |  |  |  |  |  |  |  |  |  |  |  |
| |                                                                     |  |  |  |  |  |  |  |  |  |  |  |  |  |  |  |
| |                                                                     |  |  |  |  |  |  |  |  |  |  |  |  |  |  |  |
| | 23. Princesa María Inés de Hohenlohe-Langenburg                     |  |  |  |  |  |  |  |  |  |  |  |  |  |  |  |
| |                                                                     |  |  |  |  |  |  |  |  |  |  |  |  |  |  |  |
| |                                                                     |  |  |  |  |  |  |  |  |  |  |  |  |  |  |  |
| | 1. Carlos Hugo, de Parma                                            |  |  |  |  |  |  |  |  |  |  |  |  |  |  |  |
| |                                                                     |  |  |  |  |  |  |  |  |  |  |  |  |  |  |  |
| |                                                                     |  |  |  |  |  |  |  |  |  |  |  |  |  |  |  |
| | 24. Eugène de Borbón-Busset, conde de Lignières                     |  |  |  |  |  |  |  |  |  |  |  |  |  |  |  |
| |                                                                     |  |  |  |  |  |  |  |  |  |  |  |  |  |  |  |
| |                                                                     |  |  |  |  |  |  |  |  |  |  |  |  |  |  |  |
| | 12. Henri de Borbón-Busset, conde de Lignières                      |  |  |  |  |  |  |  |  |  |  |  |  |  |  |  |
| |                                                                     |  |  |  |  |  |  |  |  |  |  |  |  |  |  |  |
| |                                                                     |  |  |  |  |  |  |  |  |  |  |  |  |  |  |  |
| | 25. Idalie Albertine de Calonne de Courtebonne                      |  |  |  |  |  |  |  |  |  |  |  |  |  |  |  |
| |                                                                     |  |  |  |  |  |  |  |  |  |  |  |  |  |  |  |
| |                                                                     |  |  |  |  |  |  |  |  |  |  |  |  |  |  |  |
| | 6. Georges de Borbón-Busset, conde de Lignières                     |  |  |  |  |  |  |  |  |  |  |  |  |  |  |  |
| |                                                                     |  |  |  |  |  |  |  |  |  |  |  |  |  |  |  |
| |                                                                     |  |  |  |  |  |  |  |  |  |  |  |  |  |  |  |
| | 26. Adrien de Mailly, Marqués de Nesle                              |  |  |  |  |  |  |  |  |  |  |  |  |  |  |  |
| |                                                                     |  |  |  |  |  |  |  |  |  |  |  |  |  |  |  |
| |                                                                     |  |  |  |  |  |  |  |  |  |  |  |  |  |  |  |
| | 13. Adrienne Stanislas de Mailly-Nesle                              |  |  |  |  |  |  |  |  |  |  |  |  |  |  |  |
| |                                                                     |  |  |  |  |  |  |  |  |  |  |  |  |  |  |  |
| |                                                                     |  |  |  |  |  |  |  |  |  |  |  |  |  |  |  |
| | 27. Eugénie Henriette de Lonlay                                     |  |  |  |  |  |  |  |  |  |  |  |  |  |  |  |
| |                                                                     |  |  |  |  |  |  |  |  |  |  |  |  |  |  |  |
| |                                                                     |  |  |  |  |  |  |  |  |  |  |  |  |  |  |  |
| | 3. María Magdalena de Borbón-Busset                                 |  |  |  |  |  |  |  |  |  |  |  |  |  |  |  |
| |                                                                     |  |  |  |  |  |  |  |  |  |  |  |  |  |  |  |
| |                                                                     |  |  |  |  |  |  |  |  |  |  |  |  |  |  |  |
| | 28. Charles Fidèle de Kerret                                        |  |  |  |  |  |  |  |  |  |  |  |  |  |  |  |
| |                                                                     |  |  |  |  |  |  |  |  |  |  |  |  |  |  |  |
| |                                                                     |  |  |  |  |  |  |  |  |  |  |  |  |  |  |  |
| | 14. Jean de Kerret, vizconde de Quillien                            |  |  |  |  |  |  |  |  |  |  |  |  |  |  |  |
| |                                                                     |  |  |  |  |  |  |  |  |  |  |  |  |  |  |  |
| |                                                                     |  |  |  |  |  |  |  |  |  |  |  |  |  |  |  |
| | 29. Marie Marguerite Lefebvre de La Faluère                         |  |  |  |  |  |  |  |  |  |  |  |  |  |  |  |
| |                                                                     |  |  |  |  |  |  |  |  |  |  |  |  |  |  |  |
| |                                                                     |  |  |  |  |  |  |  |  |  |  |  |  |  |  |  |
| | 7. Marie Jeanne de Kerret de Quillien                               |  |  |  |  |  |  |  |  |  |  |  |  |  |  |  |
| |                                                                     |  |  |  |  |  |  |  |  |  |  |  |  |  |  |  |
| |                                                                     |  |  |  |  |  |  |  |  |  |  |  |  |  |  |  |
| | 30. Claude Joseph Gautier                                           |  |  |  |  |  |  |  |  |  |  |  |  |  |  |  |
| |                                                                     |  |  |  |  |  |  |  |  |  |  |  |  |  |  |  |
| |                                                                     |  |  |  |  |  |  |  |  |  |  |  |  |  |  |  |
| | 15. Marie-Léonie Gautier                                            |  |  |  |  |  |  |  |  |  |  |  |  |  |  |  |
| |                                                                     |  |  |  |  |  |  |  |  |  |  |  |  |  |  |  |
| |                                                                     |  |  |  |  |  |  |  |  |  |  |  |  |  |  |  |
| | 31. Claudine Benoîte Vespre                                         |  |  |  |  |  |  |  |  |  |  |  |  |  |  |  |
| |                                                                     |  |  |  |  |  |  |  |  |  |  |  |  |  |  |  |
| |                                                                     |  |  |  |  |  |  |  |  |  |  |  |  |  |  |  |

| Predecesor: Francisco Javier de Borbón-Parma (como Javier I) | Pretendiente carlista al trono de España (Línea Borbón-Parma) 1975 - 2010 | Sucesor: Carlos Javier de Borbón-Parma (como Carlos Javier I) |
| Predecesor: Javier I                                         | Duque de Parma, Guastalla y Plasencia 1977 – 2010                         | Sucesor: Carlos Javier                                        |

## Obras
- Qué es el Carlismo (1976)
- La vía carlista al socialismo autogestionario (1977)
- Prólogo a Don Javier, una vida al servicio de la libertad (1997)
- Algunas reflexiones sobre el socialismo del siglo XXI (2004)

### Artículos favorables a Carlos Hugo
- Visita a un Carlismo sin fuero ni Montejurra (Gara)
- Espacio Legitimista Carlista: Documentos de Don Carlos Hugo de Borbón Parma Archivado el 22 de julio de 2015 en Wayback Machine.
- Ha fallecido Carlos Hugo de Borbón Parma (Juventudes Carlistas)
- Muere Carlos Hugo de Borbón, reformador del carlismo
- Artículos sobre Carlos Hugo en la prensa asturiana (2002-2010)
- Fernando García-Romanillos, "Carlos Hugo, el príncipe intrépido", El País, 20 de agosto de 2010.
- Apuntes biográficos de don Carlos Hugo de Borbón Parma

### Artículos contrarios a Carlos Hugo
- (Carlos) Hugo de Borbón-Parma
- Fallecimiento de Don Carlos Hugo de Borbón-Parma
- La verdad de Carlos Hugo...un hombre contra el carlismo (en diez breves puntos)
- La mezquindad de una traición: Carlos Hugo de Borbón o el intento de destruir el carlismo
- Carta dels carlins de Valls contra l'invent d'en Carles Hugo (1976)
- Sobre 'La herencia de un hombre justo'
- Los carlistas, leales sin señores
- Ante la muerte de Carlos Hugo de Borbón Parma

### Otros
- Web de la Casa de Borbón-Parma
- Entrevista radiofónica a Don Carlos Hugo de Borbón Parma, realizada por Juan Ros Garrigós, de EAJ17 (Radio Murcia)
- Entrevista a Don Carlos Hugo de Borbón Parma - TVC
- In Memoriam Don Carlos Hugo de Borbón Parma

- Datos: Q537914
- Multimedia: Carlos Hugo, Duke of Parma / Q537914
- Citas célebres: Carlos Hugo de Borbón Parma